# São Miguel do Araguaia
São Miguel do Araguaia est une municipalité brésilienne de l'État de Goiás et la microrégion de São Miguel do Araguaia.